# بين بلات
بين بلات (20 أبريل 1980 - )  (بالإنجليزية: Ben Platt)‏ هو لاعب كريكت بريطاني.